# Tomasz Kruk
Tomasz Kruk (ur. 21 grudnia 1973 w Kożuchowie) – polski żużlowiec.

## Kariera sportowa
Licencję żużlową zdobył w 1990 roku. W latach 1990–2004 startował w rozgrywkach z cyklu drużynowych mistrzostw Polski, reprezentując kluby Falubazu (Morawskiego, ZKŻ-u) Zielona Góra (1990–1998, 2004) oraz Kolejarza Rawicz (1999–2003). Największy sukces odniósł w 1991 r., zdobywając złoty medal. 
Trzykrotnie startował w finałach młodzieżowych mistrzostw Polski par klubowych, w 1991 r. zdobywając w Gorzowie Wielkopolskim brązowy medal. W 1993 r. zwyciężył w rozegranym w Machowej turnieju o "Srebrny Kask". W 1999 r. zajął III m. w turnieju o Puchar Burmistrza Rawicza.